# Carne de pato

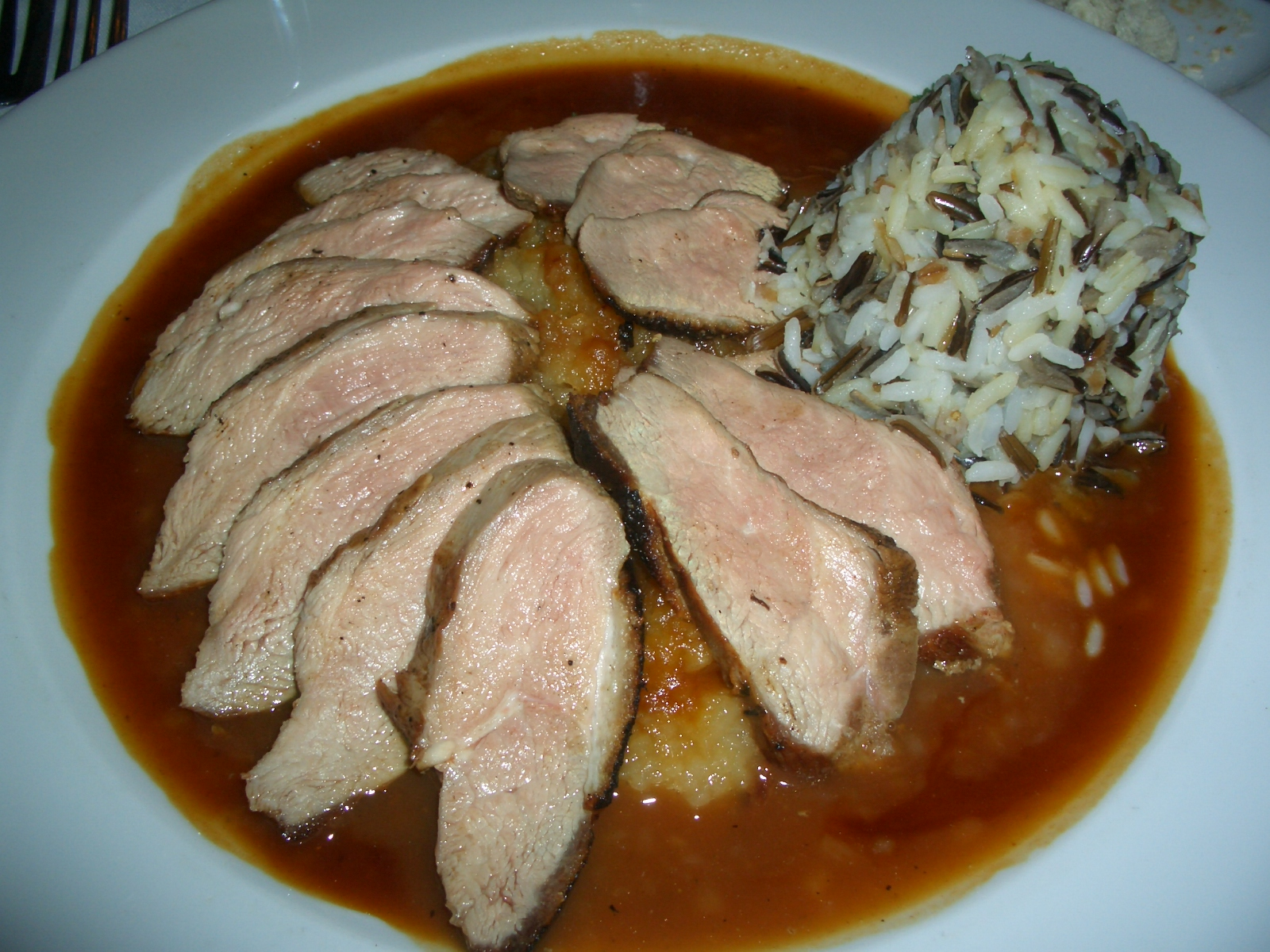
Pechuga de pato con salsa de miel y manzana y arroz salvaje.

En gastronomía, el pato es la carne de cualquier especie de ave de la familia de las anátidas, tanto de agua dulce como salada. Se consume en muchas partes del mundo.
La carne procede principalmente de la pechuga y las piernas del animal. La carne de las piernas es más oscura y algo más grasienta que la de la pechuga, si bien esta sigue siendo más oscura que la de pollo o pavo. Al ser aves acuáticas, los patos tienen una capa de grasa subcutánea aislante entre la piel y la carne. Las pechugas deshuesadas de pato pueden asarse a la parrilla, soliendo dejar la piel y la grasa en ella. El magret alude específicamente a la pechuga de un ánade real o pato criollo que ha sido alimentado forzosamente para producir fuagrás.

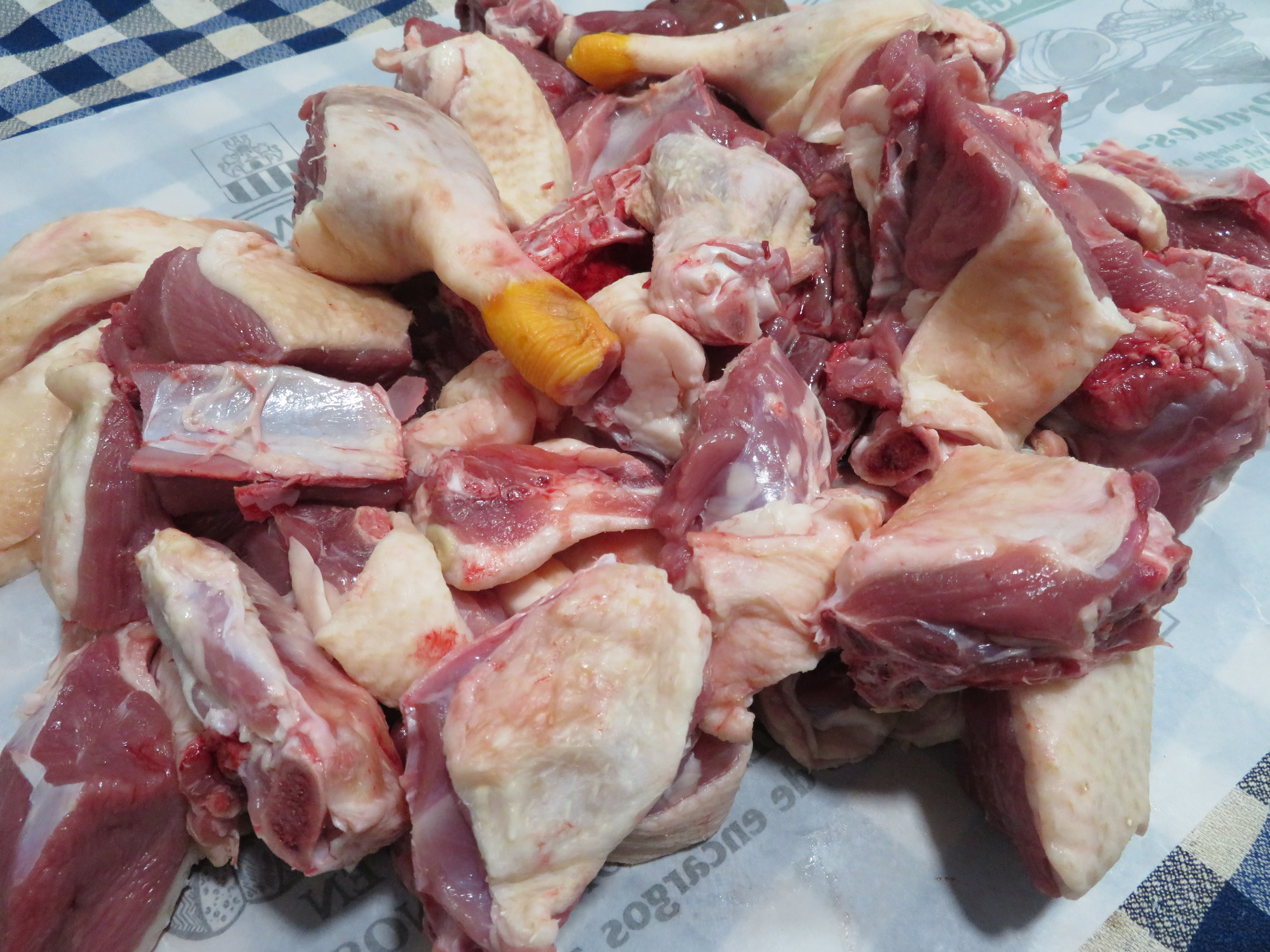
Carne de pato

Los órganos internos, como el corazón y los riñones, también pueden consumirse. En particular, en hígado se usa a menudo como sustituto del de ganso para elaborar foie-gras. Los huevos de pato también se emplean en diversas recetas típicas, al igual que la grasa y la sangre.

## Recetas

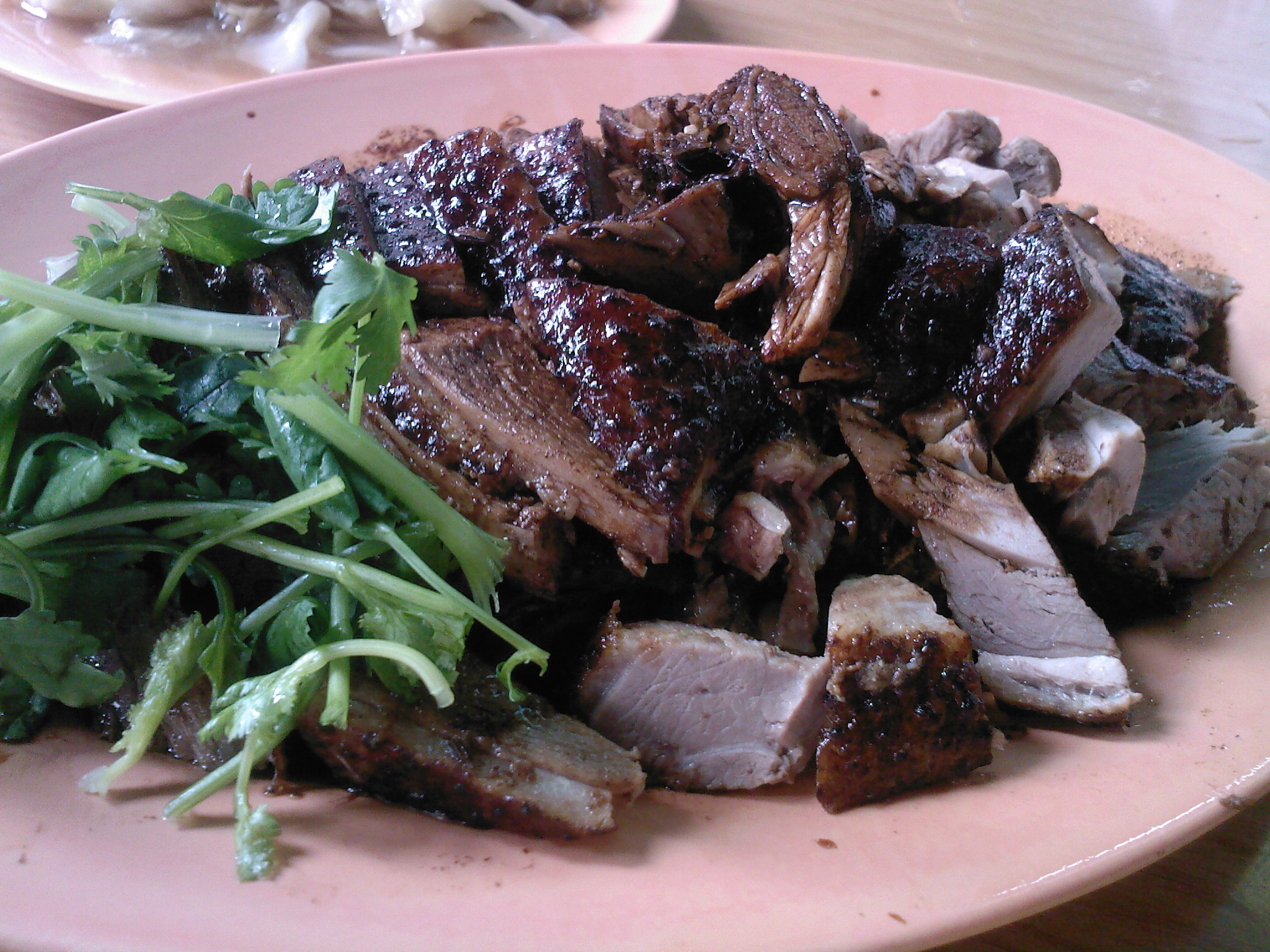
Pato braseado al estilo de Chaoshan.

El pato se usa en muchos platos de todo el mundo. En la mayoría se asa durante al menos parte del proceso de cocción para hacer que la piel quede crujiente. Entre las recetas más conocidas están:
- Bebek betutu: una famosa receta tradicional de Bali (Indonesia). Primero se condimenta el pato con raíces picantes y diversas hierbas, se envuelve en hojas de plátano y se asa. El Betutu también puede prepararse con pollo.
- Confit: muslos de pato que han sido parcial o totalmente salados, marinados y escalfados en su propia grasa, típicamente con ajo y otras hierbas. En francés confit significa ‘conserva’, y el confit de pato se llama confit de canard.
- Czernina: una sopa agridulce polaca hecha con sangre de pato y caldo de ave claro. Hasta el siglo XIX fue considerada un símbolo de la cultura polaca, acostumbrándose a servirla a los jóvenes y llegado a ser usada como un recurso argumental en un famoso poema épico titulado Pan Tadeusz.
- Pato a la naranja: una receta francesa clásica en la que el pato se asa y sirve con una salsa de naranja.
- Salsa de pato : una salsa para mojar a base de fruta para acompañar frituras en la gastronomía chino-estadounidense.
- Foie gras: un hígado rico en grasa, o un paté hecho con él, que aunque suele ser oca también puede ser de pato.
- Oritang: un tipo de guk (sopa coreana) hecha con pato y verdura.[2]
- Pato pequinés: una famosa receta china originaria de Pekín, preparada desde la época de la dinastía Ming. Es apreciada por la piel fina y crujiente, sirviéndose las versiones más auténticas con poca carne, y consumiéndose con panqueques, cebolletas y salsa hoisin o salsa de fideos dulce.
- Pato prensado: un plato complejo originario de Ruan (Francia).
- Turducken: un plato estadounidense que consiste en un pavo relleno con un pato que a su vez se rellena con un pollo.
- Pato zhangcha: un plato esencial de la gastronomía de Sichuan. Se prepara ahumando primero un pato marinado sobre hojas de té y ramitas de alcanforero, cociéndolo luego al vapor y finalmente friéndolo para dejarlo crujiente. También se denomina pato ahumado con té.
- Huevo de pato en salazón: huevo de pato tradicional de la cocina china que se prepara en sal.

## Producción
| País              | Toneladas |
| ----------------- | --------- |
| Alemania          | 35998     |
| Bangladés         | 53732     |
| Birmania          | 152263    |
| Corea del Sur     | 71000     |
| China Continental | 2980058   |
| Egipto            | 64257     |
| Estados Unidos    | 60924     |
| Filipinas         | 32829     |
| Francia           | 235482    |
| Hungría           | 52796     |
| India             | 24347     |
| Indonesia         | 43156     |
| Malasia           | 75887     |
| México            | 21175     |
| Polonia           | 51243     |
| Reino Unido       | 30600     |
| Tailandia         | 58882     |
| Taiwán            | 86667     |
| Ucrania           | 26302     |
| Vietnam           | 131502    |